# Schildpadkikker
De schildpadkikker (Myobatrachus gouldii) is een kikker uit de familie Australische fluitkikkers (Myobatrachidae). De soort werd voor het eerst wetenschappelijk beschreven door John Edward Gray in 1841. Oorspronkelijk werd de wetenschappelijke naam Breviceps gouldii gebruikt. Het is de enige soort uit het geslacht Myobatrachus. De soortaanduiding gouldii is een eerbetoon aan John Gould (1804–1881).

## Uiterlijke kenmerken
De kleur is oranjebruin tot grijsbruin, de lichaamsvorm is zeer plomp, met korte ledematen en een kleine kop. Erg dikke exemplaren zijn bijna rond en hebben een vormeloos uiterlijk, opvallend is de brede rug.

## Voorkomen en habitat
De soort komt is endemisch in Australië, en komt voor in vrij droge streken in het westen van het land. Het verspreidingsgebied beslaat meer dan 110.000 vierkante kilometer. De habitat bestaat uit zanderige streken met dichte vegetatie, de kikker wordt in de regel bij termietenheuvels aangetroffen vanwege de voedselvoorkeur.

## Levenswijze
De schildpadkikker leeft van termieten en heeft een gravende levenswijze; een groot deel van zijn leven brengt de kikker ingegraven door. Alleen na regen komt het dier tevoorschijn en ook de voortplantingstijd start met hevige regenbuien. De eitjes zijn relatief groot en worden op het land begraven in een hol van ongeveer een meter diep. In tegenstelling tot andere kikkers graaft de schildpadkikker niet met zijn achterpoten maar met de sterke voorpoten. Er is geen zichtbaar kikkervisjes-stadium, de larven ontwikkelen zich volledig in het ei.